# Live at the Tivoli Gardens 1996
Live at the Tivoli Gardens 1996 ist ein Jazzalbum des Allan Botschinsky Quintet. Die am 6. Juli 1996 im Jazzhus Slukefte im Tivoli Kopenhagen entstandenen Aufnahmen erschienen am 24. Juni 2022 auf Stunt Records.

## Hintergrund
Der dänische Trompeter Allan Botschinsky, der im November 2020 starb, spielte in den 1990er-Jahren mit Musikern wie Lee Konitz, Stan Sulzmann, beim European Trumpet Summit 1993 mit Enrico Rava, Thomas Heberer und Jarmo Hoogendijk. 1996 trat er im ehemaligen Club Jazzhus Slukefte im Tivoli Gardens mit einem Quintett aus Landsleuten auf, mit dem Saxophonisten Bent Jædig, dem Schlagzeuger Alex Riel, dem Gitarristen Jacob Fischer (Gitarre) und Jesper Lundgaard am Kontrabass.

## Titelliste
- Allan Botschinsky Quintet Live at the Tivoli Gardens 1996 (Stunt)[3]

CD1
1. Four (Miles Davis) 11:25
2. A Song for Anna Sophia (Allan Botschinsky) 9:40
3. It’s You Or No One (Jule Styne, Sammy Cahn) 10:10
4. I Thought About You (Jimmy Van Heusen, Johnny Mercer) 13:30
5. What’s New (Bob Haggart, Johnny Burke) 12:05
6. Donna Lee (Charlie Parker, Miles Davis) 11:00

CD 2
1. What Is This Thing Called Love (Cole Porter) 11:30
2. All of You (Cole Porter) 13:10
3. Rhythm-A-Ning (Thelonious Monk) 14:30
4. It Might as Well Be Spring (Oscar Hammerstein II, Richard Rodgers) 14:10
5. I’ll Remember April (Don Raye, Gene De Paul, Patricia Johnston) 15:35

## Rezeption

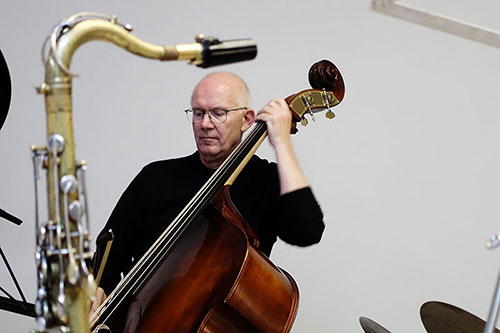
Jesper Lundgaard beim Aarhus Jazz Festival 2015

Mit vollendetem Ton, flexibler Phrasierung und klischeefreien Improvisationen habe der dänische Trompeter und Flügelhornist Allan Botschinksy zu den herausragenden Musikern des europäischen Jazz gehört, meinte Gerd Filtgen in der Zeitschrift Stereo. Das würde er hier mit der Eleganz demonstrieren, mit der er live – neben weiteren Standards – die Miles-Davis-Komposition „Four“ mit seinem aus skandinavischen Spitzenmusikern formierten Quintett umsetze. Botschinskys Version des Stücks erweise dem berühmten Trompeter Respekt, lasse aber keinen Zweifel daran aufkommen, dass er ebenfalls das Zeug zu kongenialen Improvisationen hat.
Allan Botschinsky habe zu den europäischen Bebop-Pionieren gezählt, schrieb Rolf Thomas in Jazz thing. Es sei frappierend, wie flüssig er durch Standardschlachtrösser wie Charlie Parkers „Donna Lee“, Miles Davis‘ „Four“ und Monks „Rhythm-A-Ning“ stürme, und auch die Soli seiner Kollegen klängen durchgehend inspiriert. Wie es sich für Musiker alter Schule gehöre, würden sie sich für jeden Song zehn bis 15 Minuten Zeit  nehmen und sich insbesondere in Balladen wie „It Might As Well Be Spring“ oder „I Thought About You“ mächtig ins Zeug legen.
Musik wie diese sei zeitlos, unabhängig davon, wo oder wann sie aufgenommen wurde, schrieb Lance Liddle (Bebop Spoken Here). Nichts Freakiges, nur purer Hardbop werde dargeboten, der swinge wie so viele der Kopenhagener Typen damals, was angesichts der Anzahl amerikanischer Jazzmusiker, die zu dieser Zeit entweder in der dänischen Hauptstadt blieben oder durch sie  zogen, nicht verwunderlich sei. Jædig würde bei den Zuhörern keinen Zweifel daran lassen, wo seine Wurzeln liegen, Dexter Gordon mit einem Kopfnicken in Richtung Ben Webster (Dexter bei den schnellen Nummern, Webster bei den Balladen). Die beiden Bläser ergänzten einander [perfekt], manchmal durchsetzt mit einem Gitarrensolo Fischers.